# Edna Lue Furness
Edna Lue Furness, född 26 januari 1906, död 4 december 2002 i Colorado, var en amerikansk lingvist och författare i språkinlärningsfrågor, särskilt stavningsfrågor. Furness var professor i engelska och främmande språk vid University of Wyoming, Laramie, åren 1955–61.
Furness myntade ordet linguaphobia om inlärd ovilja att förkovra sig i språk, såväl sitt modersmål som främmande språk.